# Morangis (Marne)
Morangis és un municipi francès, situat al departament del Marne i a la regió del Gran Est. L'any 2007 tenia 280 habitants.

## Demografia

### Població
El 2007 la població de fet de Morangis era de 280 persones. Hi havia 100 famílies, de les quals 8 eren unipersonals (4 homes vivint sols i 4 dones vivint soles), 46 parelles sense fills i 46 parelles amb fills.
La població ha evolucionat segons el següent gràfic:
Habitants censats

### Habitatges
El 2007 hi havia 113 habitatges, 104 eren l'habitatge principal de la família, 1 era una segona residència i 8 estaven desocupats. 112 eren cases i 1 era un apartament. Dels 104 habitatges principals, 94 estaven ocupats pels seus propietaris, 3 estaven llogats i ocupats pels llogaters i 6 estaven cedits a títol gratuït; 2 tenien dues cambres, 9 en tenien tres, 16 en tenien quatre i 77 en tenien cinc o més. 87 habitatges disposaven pel capbaix d'una plaça de pàrquing. A 32 habitatges hi havia un automòbil i a 66 n'hi havia dos o més.

### Piràmide de població
La piràmide de població per edats i sexe el 2009 era:
| Homes | Edats   | Dones |
| ----- | ------- | ----- |
| 0     | 95 o +  | 0     |
| 0     | 90 a 94 | 0     |
| 4     | 85 a 89 | 4     |
| 0     | 80 a 84 | 0     |
| 4     | 75 a 79 | 4     |
| 0     | 70 a 74 | 4     |
| 0     | 65 a 69 | 0     |
| 4     | 60 a 64 | 4     |
| 4     | 55 a 59 | 0     |
| 24    | 50 a 54 | 16    |
| 12    | 45 a 49 | 8     |
| 8     | 40 a 44 | 16    |
| 4     | 35 a 39 | 12    |
| 0     | 30 a 34 | 0     |
| 4     | 25 a 29 | 4     |
| 8     | 20 a 24 | 8     |
| 12    | 15 a 19 | 4     |
| 0     | 10 a 14 | 16    |
| 4     | 5 a 9   | 4     |
| 0     | 0 a 4   | 0     |

## Economia
El 2007 la població en edat de treballar era de 198 persones, 157 eren actives i 41 eren inactives. De les 157 persones actives 150 estaven ocupades (78 homes i 72 dones) i 6 estaven aturades (6 dones i 6 dones). De les 41 persones inactives 20 estaven jubilades, 12 estaven estudiant i 9 estaven classificades com a «altres inactius».

### Ingressos
El 2009 a Morangis hi havia 107 unitats fiscals que integraven 290 persones, la mediana anual d'ingressos fiscals per persona era de 22.634 €.

### Activitats econòmiques
Dels 11 establiments que hi havia el 2007, 1 era d'una empresa alimentària, 3 d'empreses de construcció, 2 d'empreses de comerç i reparació d'automòbils, 1 d'una empresa d'hostatgeria i restauració, 1 d'una empresa immobiliària, 1 d'una entitat de l'administració pública i 2 d'empreses classificades com a «altres activitats de serveis».
Dels 5 establiments de servei als particulars que hi havia el 2009, 1 era un taller de reparació d'automòbils i de material agrícola, 1 paleta, 1 guixaire pintor i 2 perruqueries.
L'any 2000 a Morangis hi havia 26 explotacions agrícoles que ocupaven un total de 360 hectàrees.

## Poblacions més properes
El següent diagrama mostra les poblacions més properes.